# Firebuds
Firebuds è una serie animata computerizzata, prodotta dalla Disney Television Animation e trasmessa dal 21 settembre 2022 in contemporanea su Disney Junior, Disney Channel e Disney+. In Italia viene trasmesso sulla piattaforma sopracitata dal 21 dicembre 2022.

## Trama
La serie ruota intorno ad un gruppo di bambini e ai loro veicoli di soccorso, che insieme proteggono dai pericoli le città di Gearbox Grove e Motopolis.

## Personaggi e doppiatori
| Personaggio        | Doppiatore originale       | Doppiatore italiano                             |
| ------------------ | -------------------------- | ----------------------------------------------- |
| Bo Bayani          | Declan Whaley              | Valeriano Corini                                |
| Flash Fireson      | Terrence Little Gardenhigh | Davide Perino (1ª voce) Ciro Clarizio (2ª voce) |
| Violet Vega-Vaughn | Vivian Vencer              | Sara Del Bufalo                                 |
| Axl Ambrose        | Lily Sanfelippo            | Cinzia De Carolis                               |
| Jayden Jamal Jones | JeCobi Swain               | Gabriele Pinciatelli                            |
| Piston Porter      | Caleb Paddock              | Luca Bottale                                    |
| Pow                | Grayson Bounlom            | Alessandro D'Errico                             |
| Chief Bill Bayani  | Lou Diamond Phillips       | Paolo Vivio                                     |
| Beth Bayani        | Melissa Rauch              | Sara Ferranti                                   |
| Chief Faye Fireson | Yvette Nicole Brown        | Tatiana Dessi                                   |
| June Ramirez       | Tessa Espinola             | Giorgia Piancatelli                             |

## Episodi
| Stagione         | Episodi | Prima TV USA | Prima TV Italia |
| ---------------- | ------- | ------------ | --------------- |
| Prima stagione   | 25      | 2022-2023    | 2022-2023       |
| Seconda stagione | 23      | 2023-        | 2024-2025       |
| Terza stagione   | 23      | 2025         | 2025            |

|}